# Palacio de los Zúñiga (Curiel de Duero)
El palacio de los Zúñiga es un palacio fortificado situado en el municipio de Curiel de Duero, provincia de Valladolid (Castilla y León, España), que perteneció a la familia Zúñiga.

## Descripción

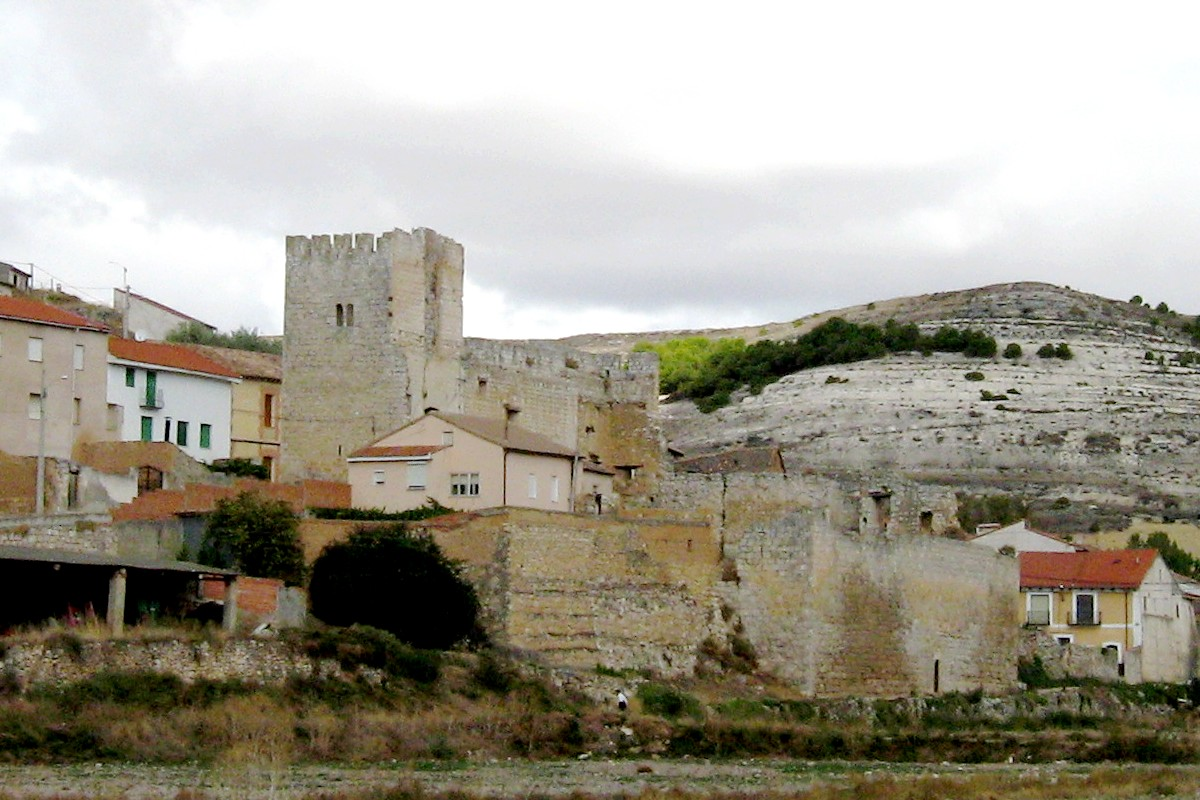
Palacio de los Zúñiga de Curiel de Duero.

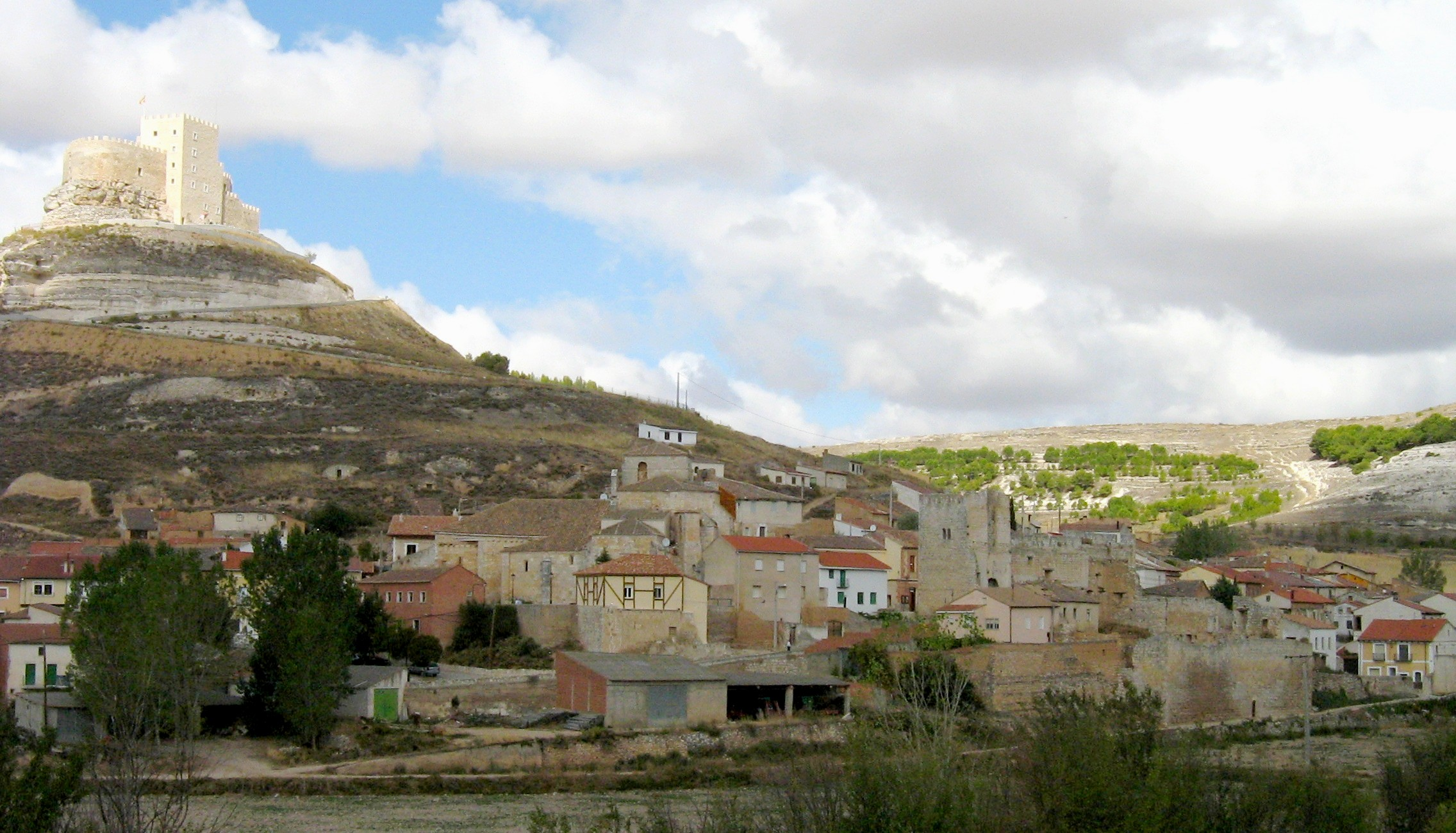
Castillo y Palacio de los Zúñiga de Curiel de Duero.

La importancia que en su día tuvo la villa de Curiel, tiene su reflejo en la existencia en el tiempo de dos castillos, uno el castillo del llano y, otro, el castillo que se conserva sobre un elevado promontorio, el Castillo de Curiel de Duero. La planta es rectangular con torres en las esquinas. Actualmente el interior está destruido. Tuvo patio central de columnas ochavadas. La puerta principal es ojival con dovelas de piedras de sillería.
El palacio fue conocido "Palacio de Justicia Mayor", ya que en él se impartía justicia de la Comunidad de villa y tierra de Curiel, hasta la desaparición del Antiguo Régimen después de 1812.
Delante del palacio hubo un Rollo de Justicia, desaparecido del que quedan sólo las gradas. 
El castillo del llano, del que actualmente se conserva muy poco, se acabó de construir en 1410 por Diego López de Zúñiga, fundador de la Casa de Zúñiga. Esta edificación también es conocido con el nombre de castillo-palacio de los Zúñiga. Posteriormente perteneció a la casa Ducal de Osuna, que en 1866 lo vendió a Indalecio Martínez Alcubilla. El castillo de Curiel situado en el alto también fue propiedad de la Casa de Zúñiga. Martínez Alcubilla lo describe del siguiente modo:

El palacio fortaleza que es un cuadro de 140 pies de fachada, tiene cuatro torres elevadas en sus cuatro extremos, y en el centro de la fachada del oeste, dando vista á la plaza, existen unas antiquísimas puertas de estilo árabe forradas con cuero de buey y encima barrotes de hierro y grandes clavos, todo lo cual demuestra á primera vista su antigüedad.

Planta del palacio fortificado.

Por encima de estas puertas y á la altura de 35 píes, hay un saliente en la fachada con seis huecos y unas saeteras que dominan la puerta de entrada, los cuales servían para defensa arrojando agua hirviendo y aplastar con piedras u otros cuerpos extraños á los enemigos que se aproximasen. El nombre de este lienzo saliente, parece ser el de barbacana, según los modernos; pero creemos no sea ese y si otro más propio y más adecuado á la fortificación y á la época.

Otra puerta pequeña hay en la parte Sur, del mismo estilo que la principal, y con igual saliente, á la altura de cincuenta y cinco píes y cinco huecos con el objeto también de la defensa. Estos son los únicos huecos que en lo antiguo debió tener el palacio-fortaleza, como lo demuestra bien claramente los pocos que después se han descubierto para dar luz á algunas habitaciones; pues se conoce á primera vista que se han hecho con posterioridad y con ese objeto. Las dos solas puertas perfectamente fortificadas con sus buenas murallas y cuatro torres almenadas y aspilleradas lo mismo que todo el edificio, deben ser lo que en la época á que nos referimos del rey D. Alonso el Sabio y su hijo Sancho el Bravo constituyan el castillo en su parte exterior, donde estuvo preso el infante don Juan Manuel.
Martínez Alcubilla

En la segunda década del siglo XX sufrió un irreversible deterioro al haber sido expoliado de todo aquello que pudiera tener valor económico, como yeserías y artesonados, de forma que partes del mismo pueden ser vistos en el Museo Arqueológico Nacional de Madrid, en el que se conservan partes de la decoración, en una finca particular de Torrelodones, donde se montó el patio del castillo, en el Alcázar de Segovia, donde se instaló un artesonado, más otro que se localiza en California (Estados Unidos).
En él residieron ilustres presos, como fueron los hijos de Pedro I, el marino inglés John Hastings, II conde de Pembroke y Jaime IV de Mallorca. Se cuenta que, durante una parte de su época de esplendor, exhibió sobre sus muros las cadenas que rodearon la tienda del caudillo árabe Miramamolín, arrancadas por los caballeros cristianos de la villa que participaron en la batalla de Las Navas de Tolosa.
De su sobria planta rectangular, con grandes torreones en las esquinas y patio central porticado, tan sólo se conserva en la actualidad la fachada flanqueada por dos torreones.

## Galería de imágenes

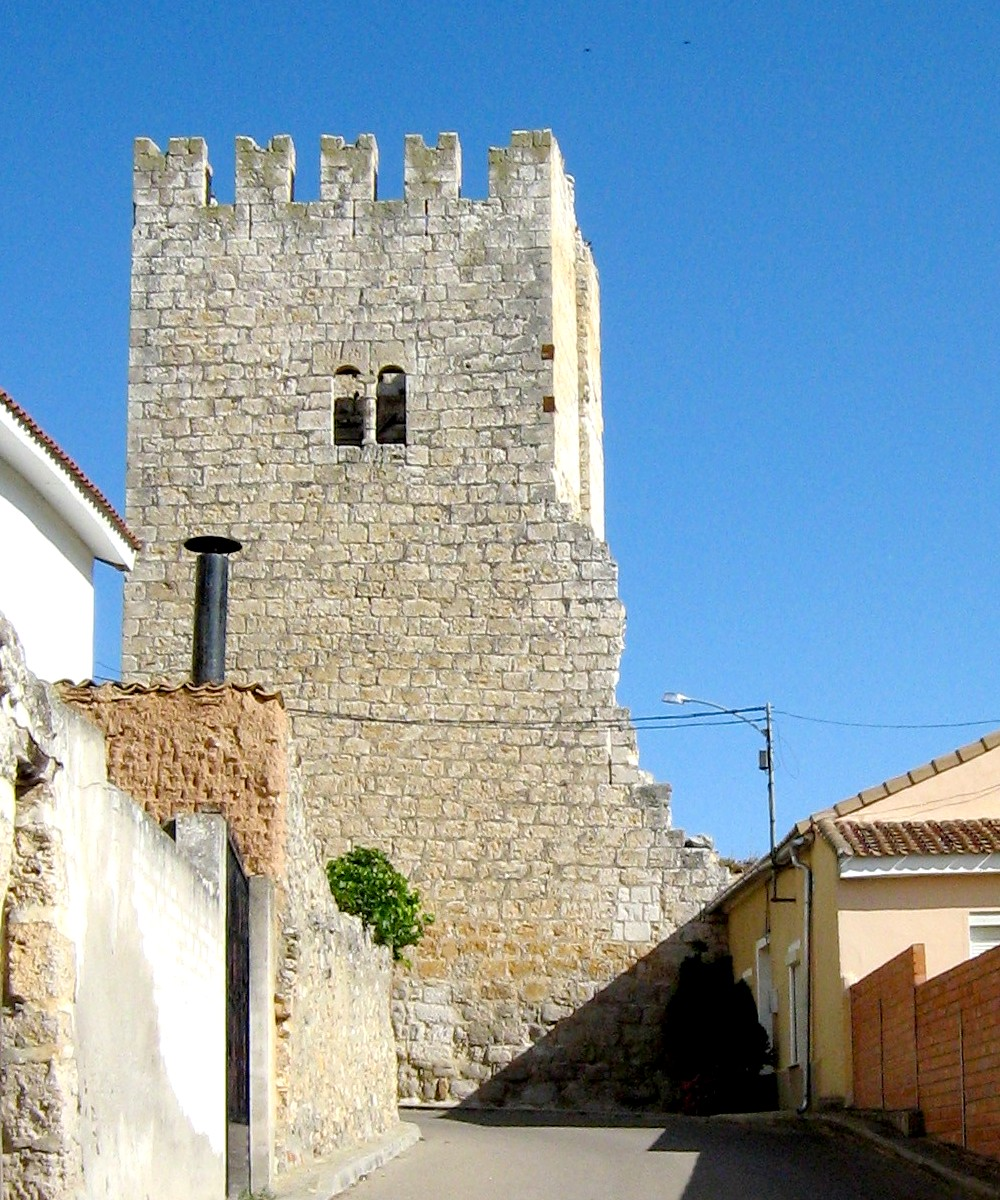
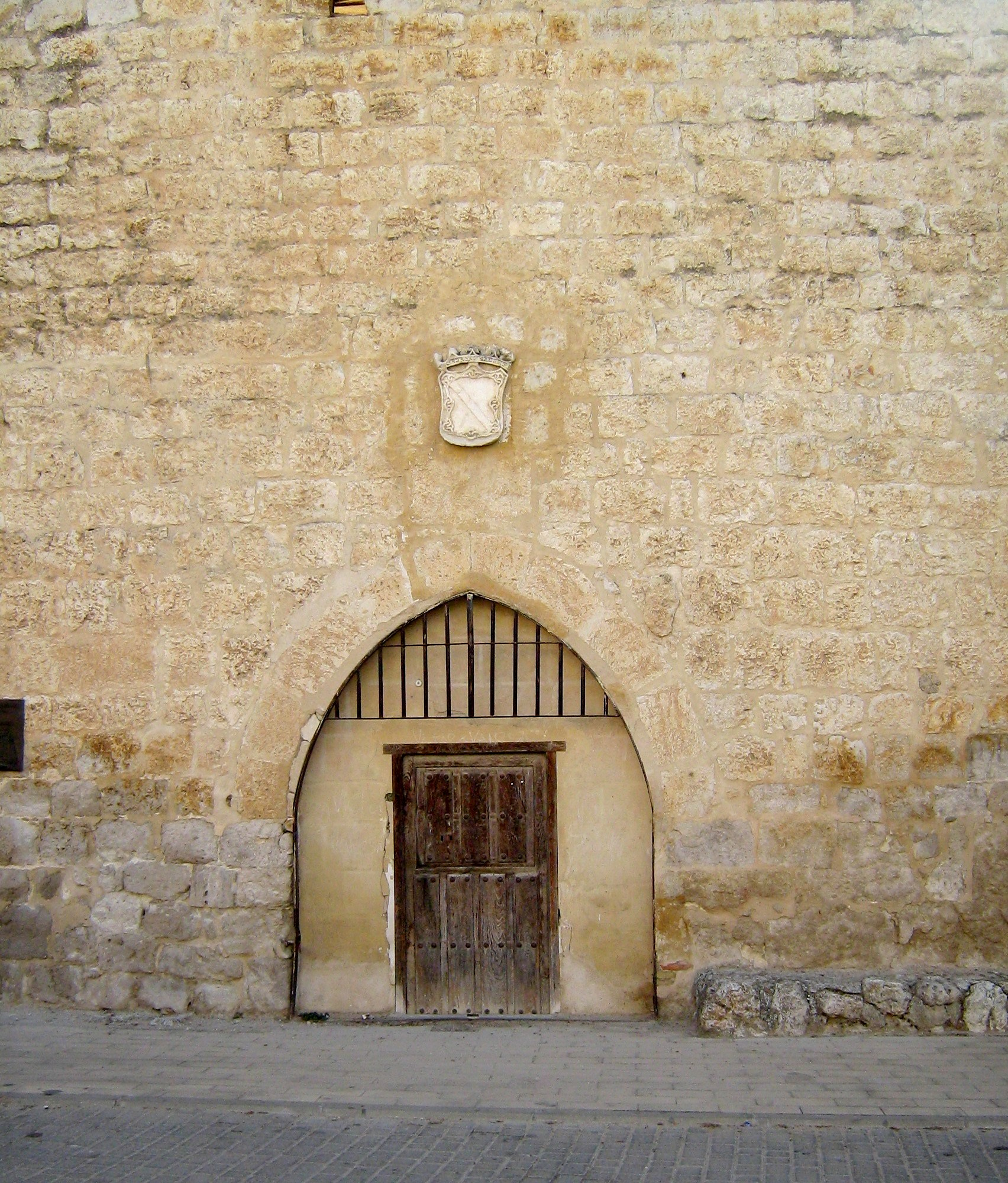
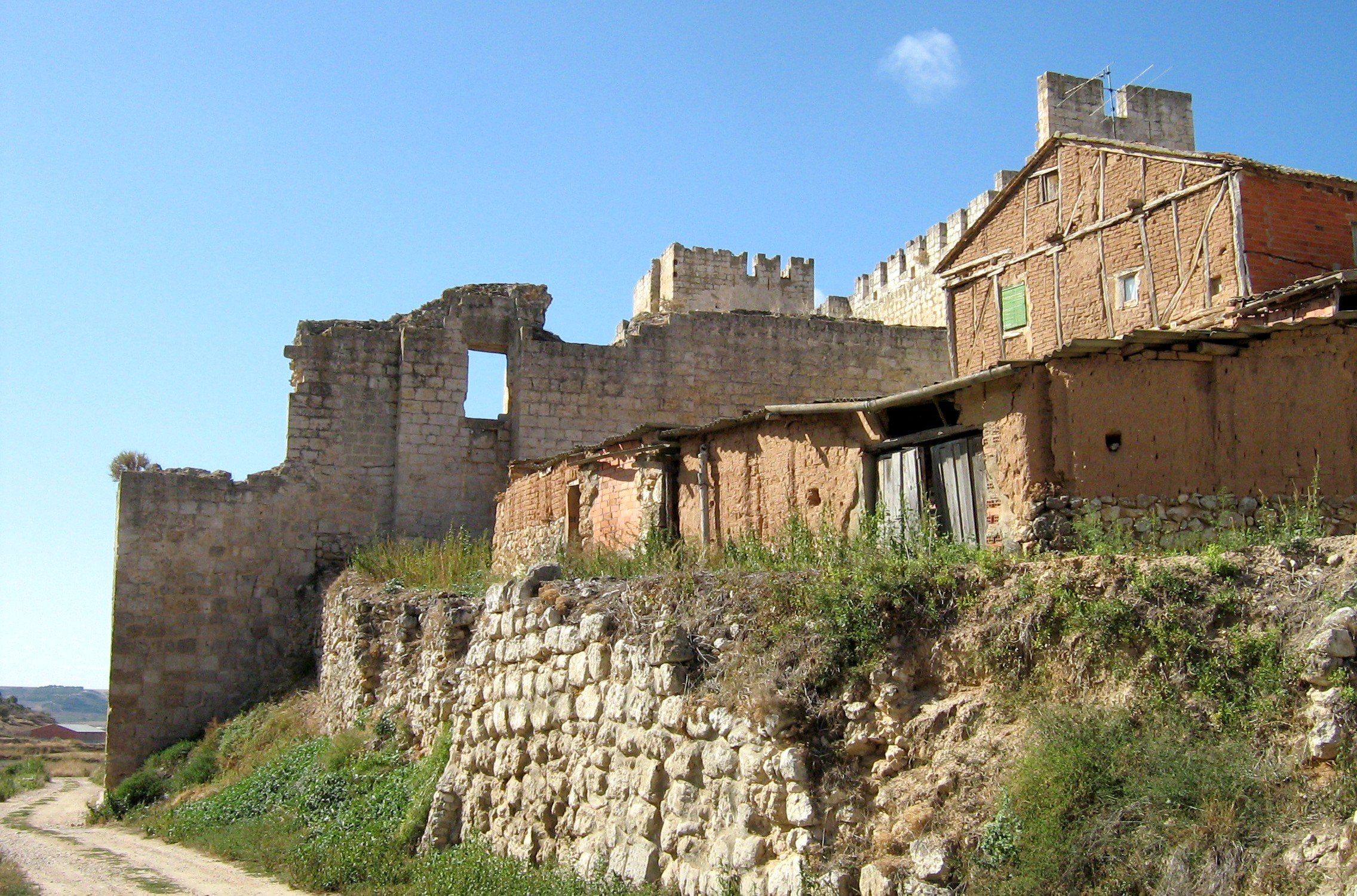
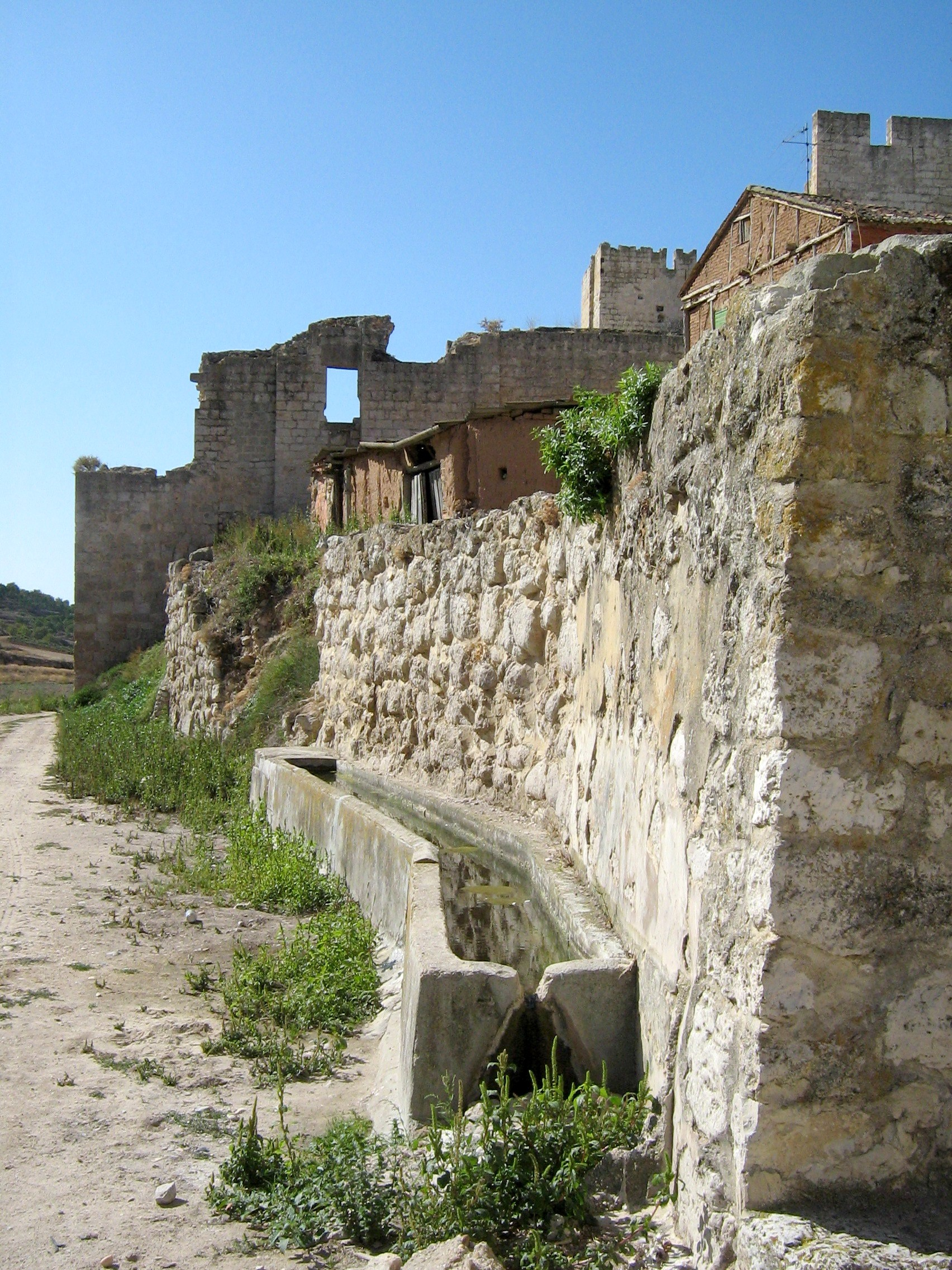
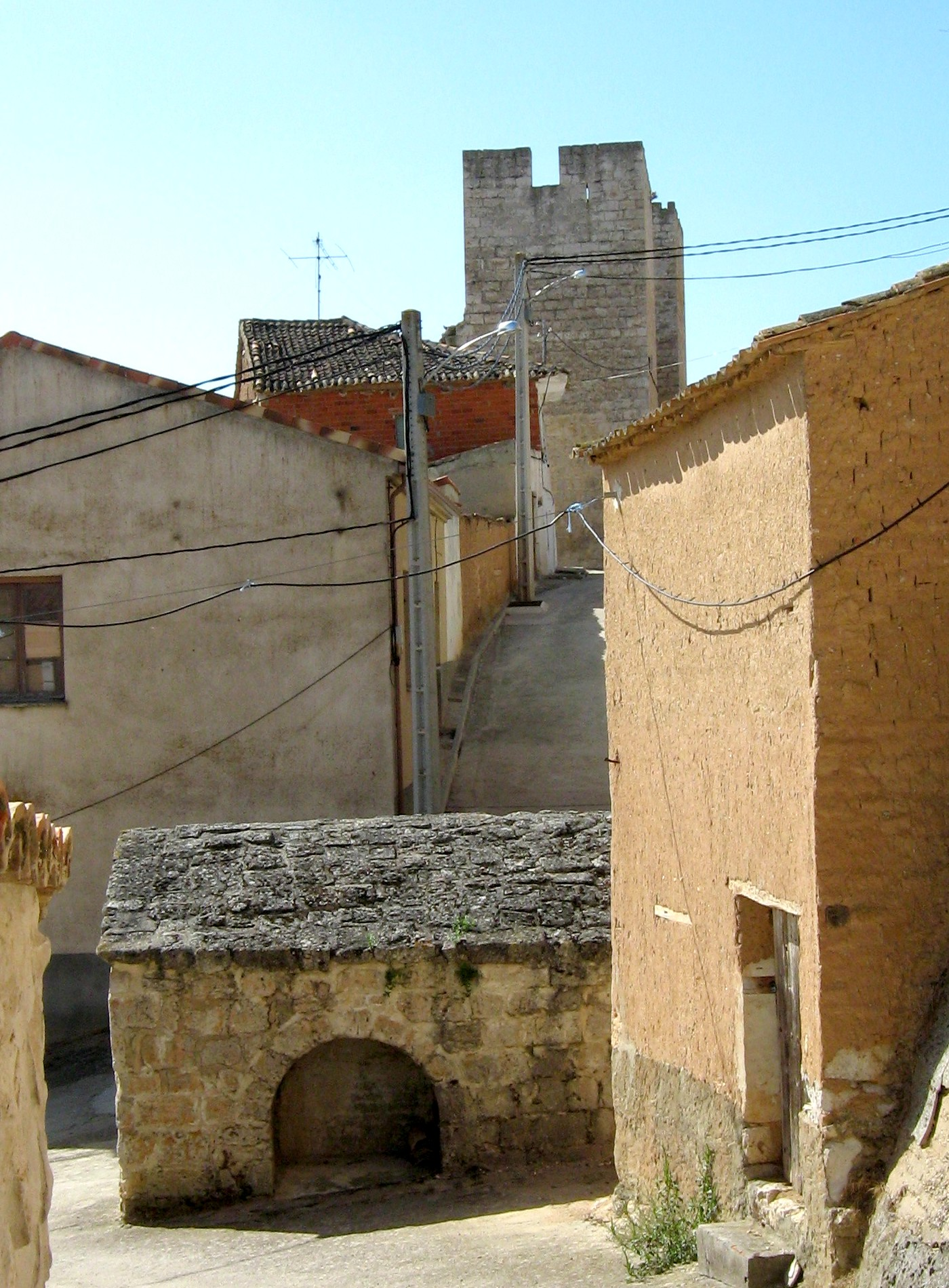
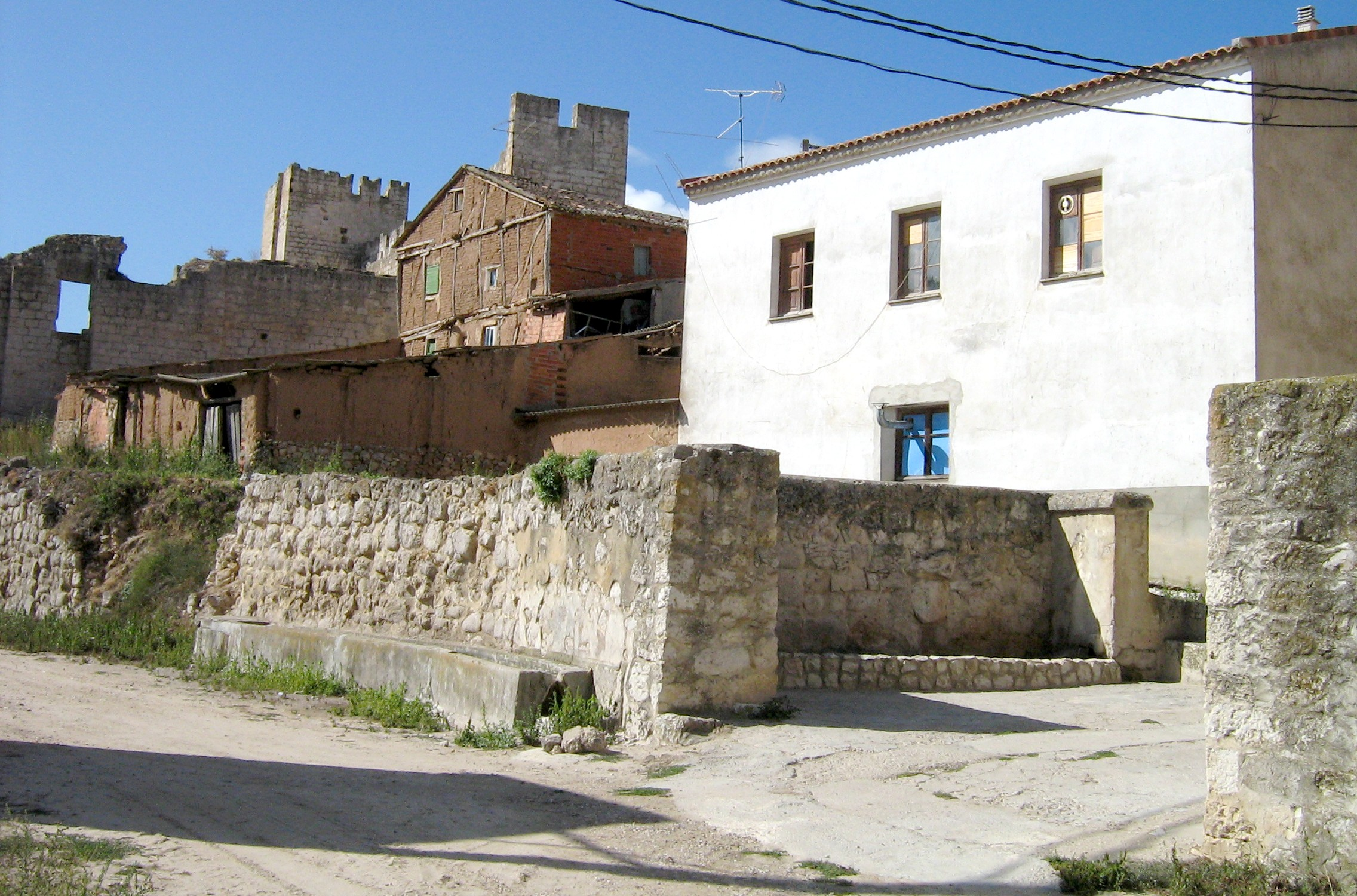
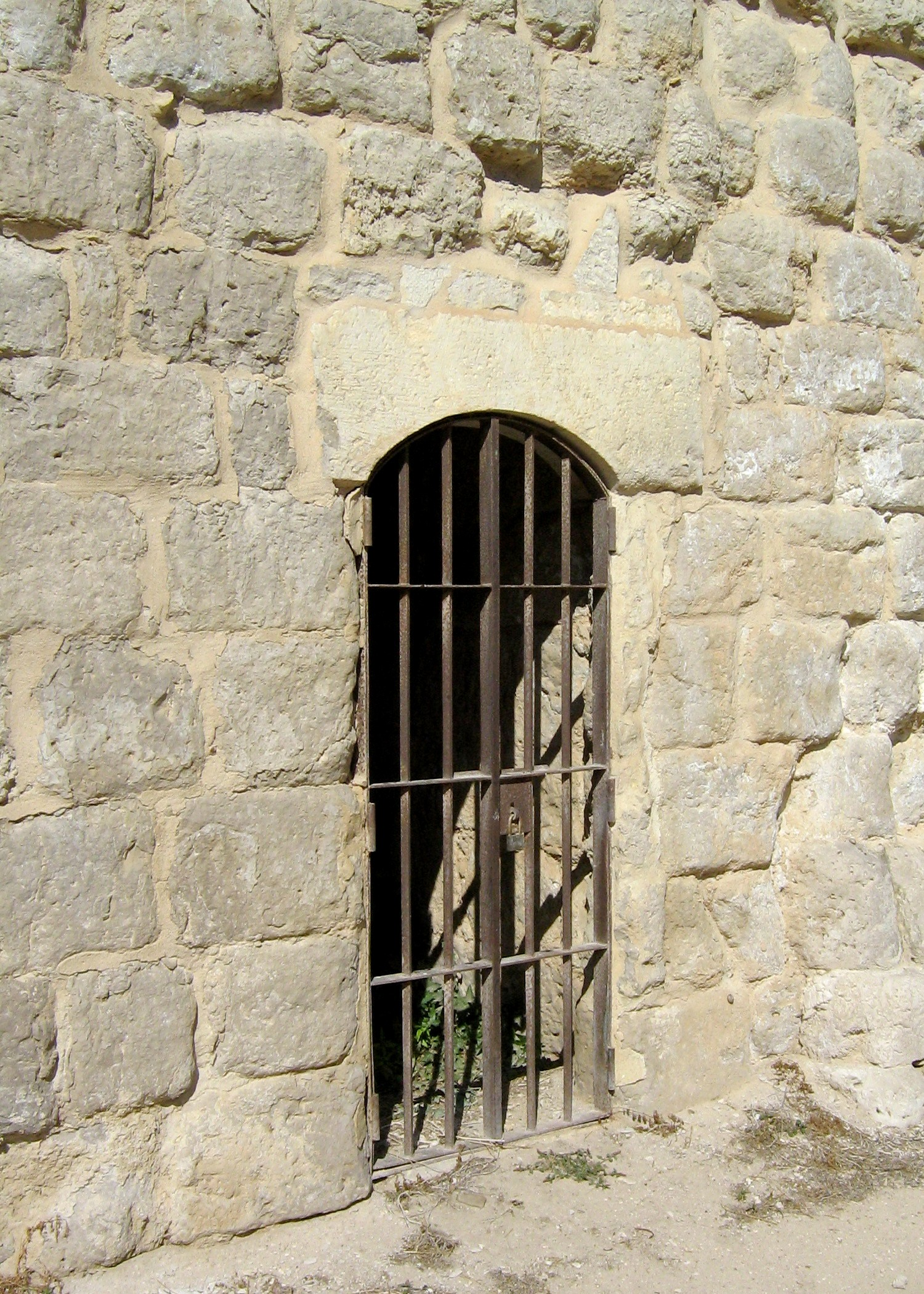
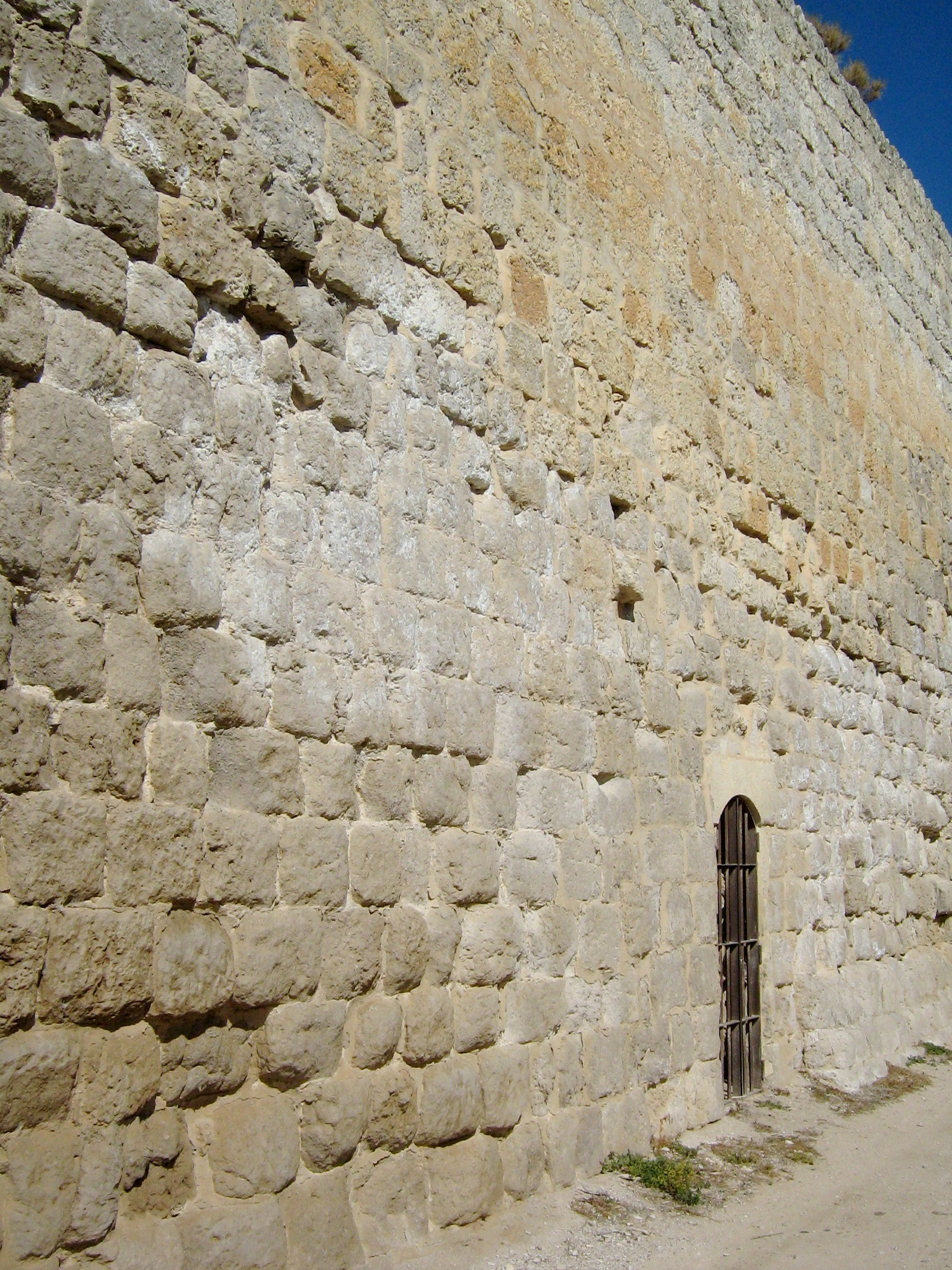
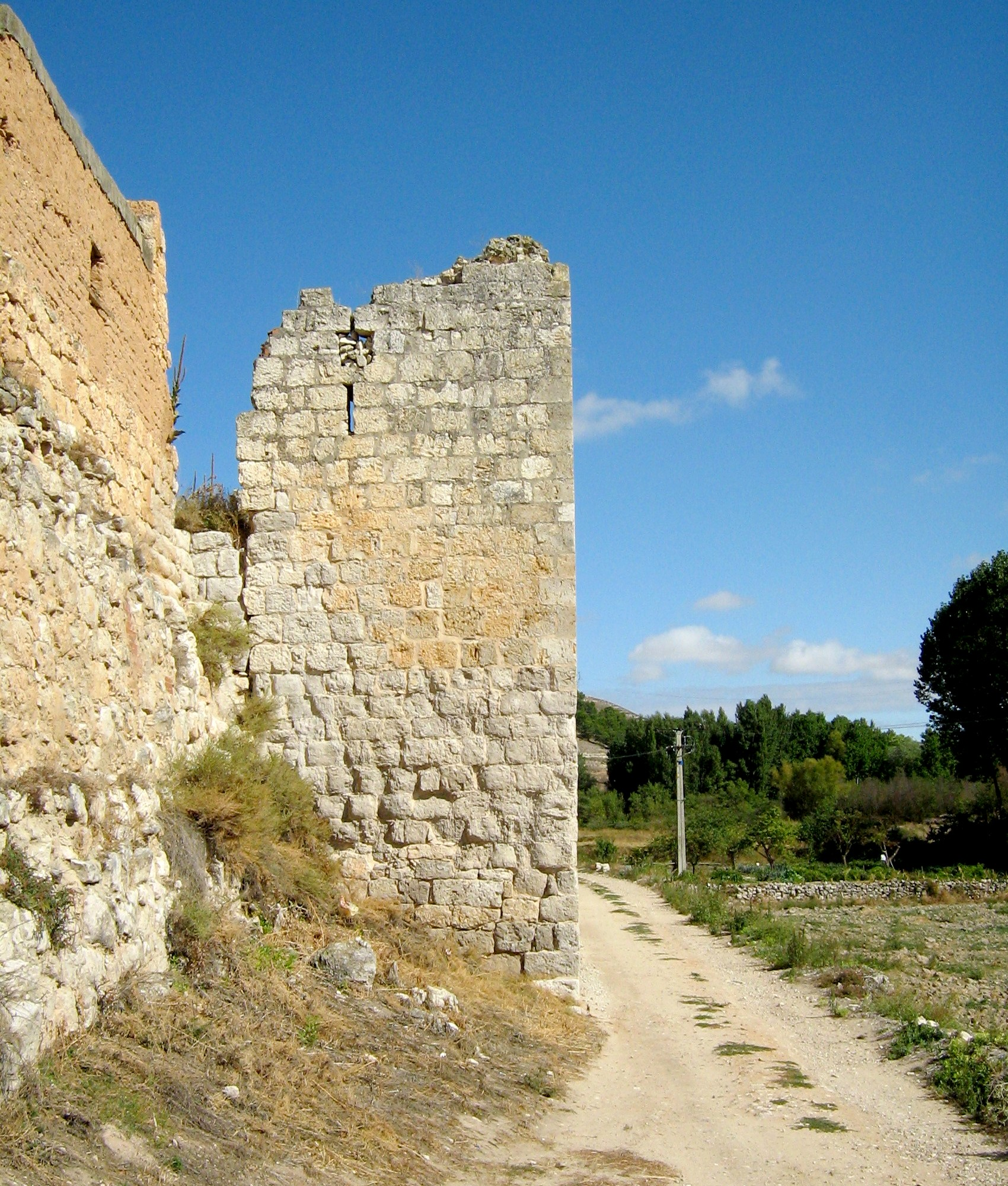
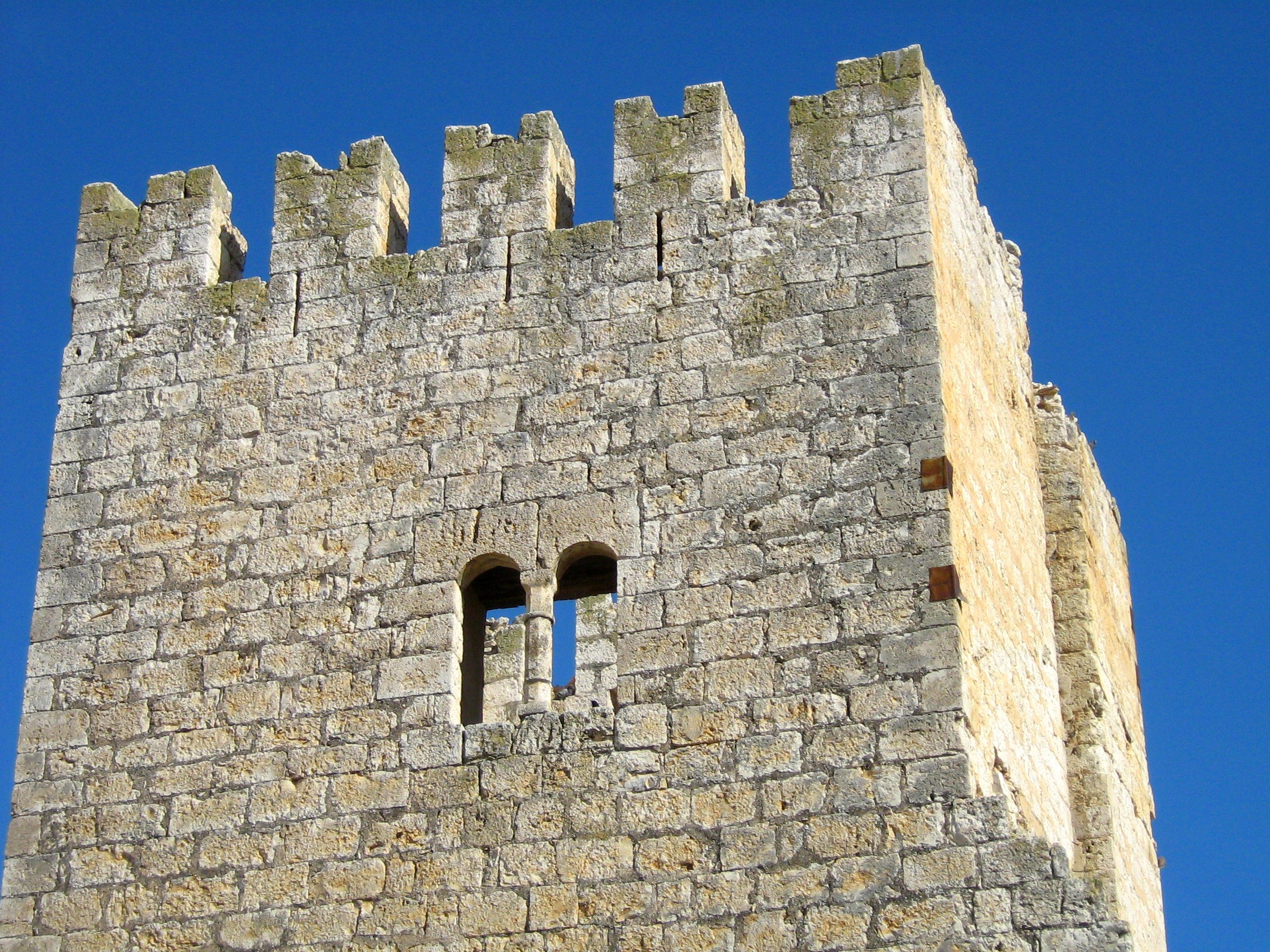